# Canada Masters 2003 - Qualificazioni singolare maschile
Le qualificazioni del singolare maschile del Canada Masters 2003 sono state un torneo di tennis preliminare per accedere alla fase finale della manifestazione. I vincitori dell'ultimo turno sono entrati di diritto nel tabellone principale. In caso di ritiro di uno o più giocatori aventi diritto a questi sono subentrati i lucky loser, ossia i giocatori che hanno perso nell'ultimo turno ma che avevano una classifica più alta rispetto agli altri partecipanti che avevano comunque perso nel turno finale.
Le qualificazioni del torneoCanada Masters  2003 prevedevano 32 partecipanti di cui 8 sono entrati nel tabellone principale.

## Teste di serie
1. Nicolás Massú (ultimo turno)
2. Jonas Björkman (ultimo turno)
3. Hicham Arazi (ultimo turno)
4. Karol Beck (Qualificato)
5. Wayne Arthurs (primo turno)
6. Todd Martin (primo turno)
7. Grégory Carraz (Qualificato)
8. Cyril Saulnier (Qualificato)

1. Scott Draper (Qualificato)
2. Bob Bryan (primo turno)
3. Thomas Enqvist (ultimo turno)
4. Matt Klinger (primo turno)
5. Jiří Vaněk (ultimo turno)
6. Peter Luczak (ultimo turno)
7. Assente
8. Harel Levy (ultimo turno)

## Qualificati
1. Wayne Black
2. Bob Bryan
3. Scott Draper
4. Karol Beck

1. Ramón Delgado
2. Michaël Llodra
3. Grégory Carraz
4. Cyril Saulnier

## Tabellone

### Legenda
| - Q = Qualificato - WC = Wild card - LL = Lucky loser | - ALT = Alternate - SE = Special Exempt - PR = Protected Ranking | - w/o = Walkover - r = Ritirato - d = Squalificato |

### Sezione 1
|  | Primo turno | Primo turno    | Primo turno | Primo turno | Primo turno |  |  | Ultimo turno | Ultimo turno  | Ultimo turno  | Ultimo turno | Ultimo turno |  |
|  |             |                |             |             |             |  |  |              |               |               |              |              |  |
|  | 1           | Nicolás Massú  | 6           | 6           | 6           |  |  |              |               |               |              |              |  |
|  |             | Philip Gubenco | 7           | 2           | 3           |  |  | 1            | Nicolás Massú | Nicolás Massú | 2            | 4            |  |
|  | Wayne Black | Wayne Black    | Wayne Black | 6           | 6           |  |  |              | Wayne Black   | Wayne Black   | 6            | 6            |  |
|  | Noam Okun   | Noam Okun      | Noam Okun   | 4           | 2           |  |  |              |               |               |              |              |  |

### Sezione 2
|  | Primo turno | Primo turno    | Primo turno    | Primo turno | Primo turno |  |  | Ultimo turno | Ultimo turno   | Ultimo turno   | Ultimo turno | Ultimo turno |  |
|  |             |                |                |             |             |  |  |              |                |                |              |              |  |
|  | 2           | Jonas Björkman | Jonas Björkman | 7           | 6           |  |  |              |                |                |              |              |  |
|  |             | Andres Pedroso | Andres Pedroso | 6(0)        | 4           |  |  | 2            | Jonas Björkman | Jonas Björkman | 4            | 64           |  |
|  |             | Bob Bryan      | Bob Bryan      | 6           | 6           |  |  |              | Bob Bryan      | Bob Bryan      | 6            | 7            |  |
|  | 10          | Wesley Moodie  | Wesley Moodie  | 3           | 3           |  |  |              |                |                |              |              |  |

### Sezione 3
|  | Primo turno | Primo turno    | Primo turno    | Primo turno | Primo turno |  |  | Ultimo turno | Ultimo turno | Ultimo turno | Ultimo turno | Ultimo turno |  |
|  |             |                |                |             |             |  |  |              |              |              |              |              |  |
|  | 3           | Hicham Arazi   | Hicham Arazi   | 6           | 6           |  |  |              |              |              |              |              |  |
|  |             | Nicolás Todero | Nicolás Todero | 4           | 4           |  |  | 3            | Hicham Arazi | 6            | 4            | 3            |  |
|  | 9           | Scott Draper   | Scott Draper   | 6           | 7           |  |  | 9            | Scott Draper | 4            | 6            | 6            |  |
|  |             | Jaymon Crabb   | Jaymon Crabb   | 1           | 64          |  |  |              |              |              |              |              |  |

### Sezione 4
|  | Primo turno | Primo turno     | Primo turno     | Primo turno | Primo turno |  |  | Ultimo turno | Ultimo turno   | Ultimo turno   | Ultimo turno | Ultimo turno |  |
|  |             |                 |                 |             |             |  |  |              |                |                |              |              |  |
|  | 4           | Karol Beck      | Karol Beck      | 6           | 6           |  |  |              |                |                |              |              |  |
|  |             | Sanjin Sadovich | Sanjin Sadovich | 1           | 3           |  |  | 4            | Karol Beck     | Karol Beck     | 6            | 6            |  |
|  | 11          | Thomas Enqvist  | Thomas Enqvist  | 6           | 6           |  |  | 11           | Thomas Enqvist | Thomas Enqvist | 3            | 2            |  |
|  |             | Nenad Zimonjić  | Nenad Zimonjić  | 2           | 3           |  |  |              |                |                |              |              |  |

### Sezione 5
|  | Primo turno | Primo turno   | Primo turno | Primo turno | Primo turno |  |  | Ultimo turno | Ultimo turno  | Ultimo turno  | Ultimo turno | Ultimo turno |  |
|  |             |               |             |             |             |  |  |              |               |               |              |              |  |
|  |             | Ramón Delgado | 7           | 3           | 7           |  |  |              |               |               |              |              |  |
|  | 5           | Wayne Arthurs | 62          | 6           | 65          |  |  |              | Ramón Delgado | Ramón Delgado | 6            | 7            |  |
|  | 14          | Peter Luczak  | 6           | 65          | 6           |  |  | 14           | Peter Luczak  | Peter Luczak  | 2            | 65           |  |
|  |             | Glenn Weiner  | 4           | 7           | 3           |  |  |              |               |               |              |              |  |

### Sezione 6
|  | Primo turno | Primo turno    | Primo turno    | Primo turno | Primo turno |  |  | Ultimo turno   | Ultimo turno   | Ultimo turno   | Ultimo turno | Ultimo turno |  |
|  |             |                |                |             |             |  |  |                |                |                |              |              |  |
|  |             | Michaël Llodra | Michaël Llodra | 6           | 6           |  |  |                |                |                |              |              |  |
|  | 6           | Todd Martin    | Todd Martin    | 3           | 4           |  |  | Michaël Llodra | Michaël Llodra | Michaël Llodra | 7            | 6            |  |
|  |             | Matt Klinger   | 6              | 3           | 6           |  |  | Matt Klinger   | Matt Klinger   | Matt Klinger   | 65           | 3            |  |
|  | 12          | Ivo Heuberger  | 4              | 6           | 3           |  |  |                |                |                |              |              |  |

### Sezione 7
|  | Primo turno | Primo turno    | Primo turno    | Primo turno | Primo turno |  |  | Ultimo turno | Ultimo turno   | Ultimo turno   | Ultimo turno | Ultimo turno |  |
|  |             |                |                |             |             |  |  |              |                |                |              |              |  |
|  | 7           | Grégory Carraz | Grégory Carraz | 6           | 6           |  |  |              |                |                |              |              |  |
|  |             | Gastón Etlis   | Gastón Etlis   | 4           | 4           |  |  | 7            | Grégory Carraz | Grégory Carraz | 7            | 6            |  |
|  | 16          | Harel Levy     | Harel Levy     | 6           | 6           |  |  | 16           | Harel Levy     | Harel Levy     | 5            | 2            |  |
|  |             | Michael Joyce  | Michael Joyce  | 4           | 2           |  |  |              |                |                |              |              |  |

### Sezione 8
|  | Primo turno | Primo turno     | Primo turno    | Primo turno | Primo turno |  |  | Ultimo turno | Ultimo turno   | Ultimo turno   | Ultimo turno | Ultimo turno |  |
|  |             |                 |                |             |             |  |  |              |                |                |              |              |  |
|  | 8           | Cyril Saulnier  | Cyril Saulnier | 6           | 6           |  |  |              |                |                |              |              |  |
|  |             | Amir Hadad      | Amir Hadad     | 2           | 3           |  |  | 8            | Cyril Saulnier | Cyril Saulnier | 6            | 6            |  |
|  | 13          | Jiří Vaněk      | 6(1)           | 7           | 6           |  |  | 13           | Jiří Vaněk     | Jiří Vaněk     | 1            | 2            |  |
|  |             | Dejan Cvetkovic | 7              | 5           | 1           |  |  |              |                |                |              |              |  |